# Dominique Fred
Dominique Fred là một cầu thủ người Vanuatu chơi ở vị trí tiền vệ.

## International goals
Tính đến ngày 4 tháng 6 năm 2016.
| # | Ngày               | Địa điểm                                                    | Phút thứ | Đối thủ | Bàn thắng | Kết quả | Giải đấu                        |
| - | ------------------ | ----------------------------------------------------------- | -------- | ------- | --------- | ------- | ------------------------------- |
| 1 | 4 tháng 6 năm 2016 | Sân vận động Sir John Guise, Port Moresby, Papua New Guinea | 7        | Fiji    | 1–0       | 3–2     | Cúp bóng đá châu Đại Dương 2016 |